# Timothy la Tortue
Timothy (née vers 1839 ; morte le 3 ou 4 avril 2004) est une Tortue mauresque (Testudo graeca) connue comme mascotte de plusieurs unités de la marine britannique et morte à un âge d'environ 165 ans, ce qui en faisait l'habitant le plus âgé du Royaume-Uni. En dépit du nom, Timothy était une femelle ; la méthode de détermination du sexe des tortues n'était pas connue au XIXe siècle.

## Biographie
Timothy est trouvé à bord d'un corsaire portugais en 1854 par le capitaine John Courtenay Everard, de la Royal Navy. La tortue sert ensuite de mascotte sur plusieurs navires de la Marine jusqu'en 1892. Elle est notamment la mascotte du HMS Queen pendant le premier bombardement de Sébastopol lors de la Guerre de Crimée, (dont elle va finalement devenir le dernier survivant), avant d'être transférée sur les HMS Princess Charlotte et HMS Nankin. Après sa carrière dans la Navy, elle prend finalement sa retraite pour vivre à terre, adoptée par le Comte de Devon dans sa résidence de Powderham Castle. Sa carapace ventrale est alors gravée de la devise de la famille, « Where have I fallen? What have I done? » (« où suis-je tombé ? Qu'ai-je accompli ?»)
Timothy meurt le 3 ou 4 avril 2004. Elle est alors enterrée près du lieu de son décès, à Powderham Castle.

## Sexe
On croit à l'origine que Timothy est un mâle, d'où son nom masculin. En 1926, les propriétaires de Timothy décident de lui donner une descendance, et l'on découvre alors que Timothy est une femelle. Malgré l'acquisition de cette information clef, les essais d'accouplements ultérieurs restent infructueux. Les propriétaires de Timothy n'ont jamais changé son nom, et ont même continué à lui attribuer des pronoms masculins.